# Re matto live
Re matto live – pierwszy album koncertowy włoskiego piosenkarza Marco Mengoniego wydany 19 października 2010 roku nakładem wytwórni Sony BMG. 
Dwupłytowe wydawnictwo, które promowane było przez single „In un giorno qualunque” oraz „Questa notte”, zawiera zapis dźwiękowy koncertu Mengoniego zagranego 27 lipca 2010 roku w Montesilvano w Pescarze oraz zapis audiowizualny koncertu artysty zorganizowanego 15 lipca 2010 roku w Genule.
Krążek zadebiutował na pierwszym miejscu włoskiej listy najczęściej kupowanych płyt i uzyskał status platynowej płyty w kraju.

## Lista utworów
Spis sporządzono przy użyciu materiału źródłowego:
| Re matto live (CD) | Re matto live (CD)                 | Re matto live (CD) | Re matto live (CD) |
| Nr                 | Tytuł utworu                       | Autor(zy) | Długość            |
| ------------------ | ---------------------------------- | --- | ------------------ |
| 1.                 | „Rabbit’s Intro”                   | Piero Calabrese | 1:39               |
| 2.                 | „Stanco (Deeper Inside)”           | Massimo Calabrese, P. Calabrese, Mengoni, Stella Fabiani, Stefano Calabrese                                                                                  | 4:17               |
| 3.                 | „Paralyzer”                        | James Black, Rick Jackett, Scott Anderson, Rich Beddoe, Sean Anderson                                                                                        | 3:26               |
| 4.                 | „In viaggio verso me”              | M. Calabrese, P. Calabrese, Mengoni | 3:14               |
| 5.                 | „In un giorno qualunque”           | P. Calabrese, Mengoni | 3:59               |
| 6.                 | „Helter Skelter”                   | John Lennon, Paul McCartney | 3:19               |
| 7.                 | „Questa notte”                     | M. Calabrese, P. Calabrese, S. Calabrese, Mengoni | 3:54               |
| 8.                 | „Lontanissimo da te”               | M. Calabrese, P. Calabrese, Roberto Procaccini, Marco Del Bene                                                                                               | 3:31               |
| 9.                 | „Insieme a te sto bene”            | Mogol, Lucio Battisti | 3:50               |
| 10.                | „Fino a ieri/Cosmic Girl”          | M. Calabrese, P. Calabrese, Mengoni, Antongiulio Frulio, Ernesto Leveque/Jason Kay, Toby Smith, Derrick McKenzie, Stuart Zender, Simon Katz, Wallis Buchanan | 4:46               |
| 11.                | „Almeno tu nell’universo”          | Maurizio Fabrizio, Bruno Lauzi | 5:45               |
| 12.                | „Mad World”                        | Roland Orzabal | 3:36               |
| 13.                | „See Me, Feel Me/Listening to You” | Pete Townshend | 4:25               |
| 14.                | „Nessuno”                          | Edilio Capotosti, Antonietta De Simone | 3:31               |
| 15.                | „La guerra”                        | M. Calabrese, P. Calabrese, Mengoni | 3:22               |
| 16.                | „Credimi ancora”                   | M. Calabrese, P. Calabrese, Mengoni, Stella Fabiani | 7:36               |
|                    |                                    | | 1:04:10            |

| Re matto live (DVD) | Re matto live (DVD)             | Re matto live (DVD) | Re matto live (DVD) |
| Nr                  | Tytuł utworu                    | Autor(zy) | Długość             |
| ------------------- | ------------------------------- | --- | ------------------- |
| 1.                  | „Rabbit’s Intro”                | Piero Calabrese | 1:39                |
| 2.                  | „Stanco (Deeper Inside)”        | Massimo Calabrese, P. Calabrese, Mengoni, Stella Fabiani, Stefano Calabrese                                                                                  | 4:17                |
| 3.                  | „Paralyzer”                     | James Black, Rick Jackett, Scott Anderson, Rich Beddoe, Sean Anderson                                                                                        | 3:26                |
| 4.                  | „Dove si vola”                  | Bungaro, Saverio Grandi | 3:58                |
| 5.                  | „In viaggio verso me”           | M. Calabrese, P. Calabrese, Mengoni | 3:14                |
| 6.                  | „In un giorno qualunque”        | P. Calabrese, Mengoni | 3:59                |
| 7.                  | „(I Can’t Get No) Satisfaction” | John Lennon, Paul McCartney |                     |
| 8.                  | „Questa notte”                  | M. Calabrese, P. Calabrese, S. Calabrese, Mengoni | 3:54                |
| 9.                  | „Lontanissimo da te”            | M. Calabrese, P. Calabrese, Roberto Procaccini, Marco Del Bene                                                                                               | 3:31                |
| 10.                 | „Insieme a te sto bene”         | Mogol, Lucio Battisti | 3:50                |
| 11.                 | „Fino a ieri/Cosmic Girl”       | M. Calabrese, P. Calabrese, Mengoni, Antongiulio Frulio, Ernesto Leveque/Jason Kay, Toby Smith, Derrick McKenzie, Stuart Zender, Simon Katz, Wallis Buchanan | 4:46                |
| 12.                 | „Almeno tu nell’universo”       | Maurizio Fabrizio, Bruno Lauzi | 5:45                |
| 13.                 | „Mad World”                     | Roland Orzabal | 3:36                |
| 14.                 | „Live And Let Die”              | Pete Townshend | 3:38                |
| 15.                 | „Nessuno”                       | Edilio Capotosti, Antonietta De Simone | 3:31                |
| 16.                 | „La guerra”                     | M. Calabrese, P. Calabrese, Mengoni | 3:22                |
| 17.                 | „Credimi ancora”                | M. Calabrese, P. Calabrese, Mengoni, Stella Fabiani | 7:36                |
|                     |                                 | | 1:04:02             |

| Re matto live (CD) – specjalne wydanie na iTunes | Re matto live (CD) – specjalne wydanie na iTunes | Re matto live (CD) – specjalne wydanie na iTunes | Re matto live (CD) – specjalne wydanie na iTunes |
| Nr                                               | Tytuł utworu                                     | Autor(zy) | Długość                                          |
| ------------------------------------------------ | ------------------------------------------------ | --- | ------------------------------------------------ |
| 1.                                               | „Rabbit’s Intro”                                 | Piero Calabrese | 1:39                                             |
| 2.                                               | „Stanco (Deeper Inside)”                         | Massimo Calabrese, P. Calabrese, Mengoni, Stella Fabiani, Stefano Calabrese                                                                                  | 4:17                                             |
| 3.                                               | „Paralyzer”                                      | James Black, Rick Jackett, Scott Anderson, Rich Beddoe, Sean Anderson                                                                                        | 3:26                                             |
| 4.                                               | „In viaggio verso me”                            | M. Calabrese, P. Calabrese, Mengoni | 3:14                                             |
| 5.                                               | „In un giorno qualunque”                         | P. Calabrese, Mengoni | 3:59                                             |
| 6.                                               | „Helter Skelter”                                 | John Lennon, Paul McCartney | 3:19                                             |
| 7.                                               | „Questa notte”                                   | M. Calabrese, P. Calabrese, S. Calabrese, Mengoni | 3:54                                             |
| 8.                                               | „Lontanissimo da te”                             | M. Calabrese, P. Calabrese, Roberto Procaccini, Marco Del Bene                                                                                               | 3:31                                             |
| 9.                                               | „Insieme a te sto bene”                          | Mogol, Lucio Battisti | 3:50                                             |
| 10.                                              | „Fino a ieri/Cosmic Girl”                        | M. Calabrese, P. Calabrese, Mengoni, Antongiulio Frulio, Ernesto Leveque/Jason Kay, Toby Smith, Derrick McKenzie, Stuart Zender, Simon Katz, Wallis Buchanan | 4:46                                             |
| 11.                                              | „Almeno tu nell’universo”                        | Maurizio Fabrizio, Bruno Lauzi | 5:45                                             |
| 12.                                              | „Mad World”                                      | Roland Orzabal | 3:36                                             |
| 13.                                              | „See Me, Feel Me/Listening to You”               | Pete Townshend | 4:25                                             |
| 14.                                              | „Nessuno”                                        | Edilio Capotosti, Antonietta De Simone | 3:31                                             |
| 15.                                              | „La guerra”                                      | M. Calabrese, P. Calabrese, Mengoni | 3:22                                             |
| 16.                                              | „Credimi ancora”                                 | M. Calabrese, P. Calabrese, Mengoni, Stella Fabiani | 7:36                                             |
| 17.                                              | „In un giorno qualunque” (Nowa wersja studyjna)  | P. Calabrese, Mengoni | 3:45                                             |
|                                                  |                                                  | | 1:07:55                                          |

## Notowania i certyfikaty
| Kraj   | Lista (2010)  | Najwyższe miejsce |
| ------ | ------------- | ----------------- |
| Włochy | Album Top 100 | 1                 |

| Kraj   | Lista (2010)  | Najwyższe miejsce |
| ------ | ------------- | ----------------- |
| Włochy | Album Top 100 | 32                |

### Certyfikaty
| Kraj   | Certyfikat | Sprzedaż |
| ------ | ---------- | -------- |
| Włochy | Platyna    | 60 000   |